# Lijst van voetbalinterlands Mauritanië - Tanzania
Deze lijst van voetbalinterlands is een overzicht van alle officiële voetbalwedstrijden tussen de nationale teams van Mauritanië en Tanzania. De landen speelden tot op heden twee keer tegen elkaar. De eerste ontmoeting, een vriendschappelijke wedstrijd, werd gespeeld op 1 augustus 1967 op een onbekende locatie in Mauritanië. Het laatste duel, een groepswedstrijd tijdens het African Championship of Nations 2024, vond plaats in Dar es Salaam op 6 augustus 2025.

## Wedstrijden
| № | Plaats        | Datum           | Competitie                           | Wedstrijd             | Uitslag |
| - | ------------- | --------------- | ------------------------------------ | --------------------- | ------- |
| 1 | ?             | 1 augustus 1967 | Vriendschappelijk                    | Mauritanië − Tanzania | 1 − 1   |
| 2 | Dar es Salaam | 6 augustus 2025 | African Championship of Nations 2024 | Mauritanië − Tanzania | 0 − 1   |

## Samenvatting
| Competitie                      | Totaal gespeeld | Winst Mauritanië | Gelijk | Winst Tanzania | Doelsaldo Mauritanië – Tanzania |
| ------------------------------- | --------------- | ---------------- | ------ | -------------- | ------------------------------- |
| African Championship of Nations | 1               | 0                | 0      | 1              | 0 − 1                           |
| Vriendschappelijk               | 1               | 0                | 1      | 0              | 1 − 1                           |
| Totaal                          | 2               | 0                | 1      | 1              | 1 − 2                           |

FFRIM · A-internationals · Mauritaans vrouwenelftal
1960 – 1969 · 
1970 – 1979 · 
1980 – 1989 · 
1990 – 1999 · 
2000 – 2009 · 
2010 – 2019 ·
2020 − 2029
Algerije ·
Angola ·
Bahrein ·
Benin ·
Botswana ·
Burkina Faso ·
Burundi ·
Canada ·
Centraal-Afrikaanse Republiek ·
Comoren ·
Congo-Brazzaville ·
Congo-Kinshasa ·
Equatoriaal-Guinea ·
Egypte ·
Ethiopië ·
Gabon ·
Gambia ·
Guinee ·
Guinee-Bissau ·
Irak ·
Ivoorkust ·
Jemen ·
Jordanië ·
Kaapverdië ·
Kameroen ·
Kenia ·
Lesotho ·
Libanon ·
Liberia ·
Libië ·
Madagaskar ·
Mali ·
Marokko ·
Mauritius ·
Mozambique ·
Niger ·
Oeganda ·
Oman ·
Palestina ·
Rwanda ·
Saoedi-Arabië ·
Senegal ·
Sierra Leone ·
Soedan ·
Somalië ·
Syrië ·
Tanzania ·
Togo ·
Tunesië ·
Verenigde Arabische Emiraten ·
Zambia ·
Zimbabwe ·
Zuid-Afrika ·
Zuid-Jemen ·
Zuid-Soedan
FAT · A-internationals · Olympische elftal · Vrouwenelftal
Algerije ·
Angola ·
Benin ·
Botswana ·
Brazilië ·
Bulgarije ·
Burkina Faso ·
Burundi ·
Centraal-Afrikaanse Republiek ·
China ·
Congo-Brazzaville ·
Congo-Kinshasa ·
Djibouti ·
Egypte ·
Equatoriaal-Guinea ·
Eritrea ·
Ethiopië ·
Gabon ·
Gambia ·
Ghana ·
Guinee ·
Indonesië ·
Ivoorkust ·
Jemen ·
Kaapverdië ·
Kameroen ·
Kenia ·
Lesotho ·
Liberia ·
Libië ·
Madagaskar ·
Malawi ·
Marokko ·
Mauritanië ·
Mauritius ·
Mongolië ·
Mozambique ·
Namibië ·
Nieuw-Zeeland ·
Niger ·
Nigeria ·
Oeganda ·
Palestina ·
Rwanda ·
Saoedi-Arabië ·
Senegal ·
Seychellen ·
Soedan ·
Somalië ·
Swaziland ·
Togo ·
Tsjaad ·
Tunesië ·
Zambia ·
Zimbabwe ·
Zuid-Afrika